# Biblioteca nacional de Birmania
La Biblioteca nacional de Birmania está situada en el barrio (township) de Rankin, del distrito sur de Rangún, la antigua capital del país. Fundada en 1952 es, junto con la Biblioteca de la Universidad de Rangún, una de los únicas dos bibliotecas de investigación en Rangún.
La biblioteca contiene más de 220 000 libros, divididos en 10 secciones. Su colección solía ser alrededor de 618 000 libros y publicaciones periódicas, así como 15.800 manuscritos raros y valiosos. Sin embargo, en 2006, el gobierno militar anunció un plan para trasladar una gran parte de su colección a una nueva Biblioteca Nacional en Naypyidó y así dar contenido a su nueva sede de 8 pisos y 40 000 m². La sección de conservación y preservación de la biblioteca fue creada en 1993 y posee raros manuscritos birmanos. La biblioteca tiene previsto ofrecer un catálogo en línea.